# Gerhard Grohs
Gerhard Grohs (né le 24 juin 1929 à Dresde et décédé le 18 février 2015 à Munich) est un sociologue et chercheur africain allemand,.  

## Biographie
À partir de 1950, Gerhard Grohs a d'abord étudié le droit à l'université de Heidelberg et y a été président du Comité général des étudiants (AStA) entre 1952 et 1953, et entre 1953 et 1954 deuxième président de l'Association des syndicats étudiants allemands (VDS). Après avoir obtenu son doctorat en 1959 (avec une thèse sur la droit de la négociation collective), il a obtenu un deuxième diplôme en sociologie à la Université libre de Berlin, qui il a terminé en 1961 avec un diplôme. En 1966, il s'habilite à Berlin avec l'œuvre Étapes de l'émancipation africaine : Études sur l'image de soi des élites africaines. Après avoir enseigné à Berlin, Leicester et Dar es Salam, Grohs est nommé professeur à Berlin en 1969. En 1975, il est nommé professeur de culture et de société africaines à l'Institut d'anthropologie et d'études africaines de l'université de Mayence, qu'il occupera jusqu'à sa retraite en 1994. 
Après sa retraite, Gerhard Grohs a occupé des postes d'enseignant au Geschwister-Scholl-Institut de l'université Louis-et-Maximilien de Munich et à l'École supérieure de philosophie de Munich jusqu'en 2009. 
En plus de ses activités d'enseignement, Gerhard Grohs a été impliqué dans la politique de l'église et du développement pendant de nombreuses années, par ex. en tant que président du conseil d'administration scientifique du Centre de recherche de la communauté d'étude protestante (FEST) à Heidelberg (jusqu'en 1999), en tant que membre de la Commission de développement et du Comité central du Conseil mondial de l'Église à Genève et président de la Chambre pour le service de développement de l'Église de l'Église protestante en Allemagne (jusqu'en 1992). De 1981 à 1990, il a été membre du conseil consultatif de la Fondation Friedrich-Naumann.
Entre 1991 et 1993, Gerhard Grohs a été l'un des premiers membres et également président de l'Association pour les études africaines en Allemagne, qui, depuis sa fondation en 1969, a apporté une contribution significative à l'établissement des études africaines modernes en tant que domaine d'études interdisciplinaire, politiquement et socialement engagé en Allemagne. Grohs a joué un rôle important dans le développement du profil scientifique et politique du VAD, par exemple à travers le mémorandum Forcer l'Afrique du Sud à la paix publié en 1986, qui appelait à une lutte plus rigoureuse contre le régime d'apartheid en Afrique du Sud.  
Sa fille, Henrike Grohs, est assassinée le 13 mars 2016 par des terroristes islamistes lors de l'attentat de Grand-Bassam en Côte d'Ivoire.

## Publications notables

### Articles
- (de) « Frantz Fanon, ein Theoretiker der afrikanischen Revolution », Kölner Zeitschrift für Soziologie und Sozialpsychologie, vol. 16,‎ -, p. 457-480.
- (de) « The Resettlement of Offenders Act, 1969' », Eastern Africa Law Review, vol. 2,‎ 1969, p. 247-258.
- (de) « Traditionalismus und Sozialismus im tansanischen Strafrecht », Verfassung und Recht in Übersee, vol. 4,‎ 1967.
- (de) « Difficulties of Cultural Emancipation in Africa », Journal of Modern African Studies, vol. 14,‎ 1976, p. 65-78.
- (de) « Kirche und Staat in Südafrika und Namibia », Africa Spectrum, vol. 83,‎ 1983.

### Monographies
- (de) Stufen afrikanischer Emanzipation : Studien zum Selbstverständnis westafrikanischer Eliten, Stuttgart, Kohlhammer, 1967, p. 275. (mémoire d'habilitation)
- (de) Zum Wandel der sozialen Funktion afrikanischer Autobiographien, Brême, DGS, 1981.
- (de) Ausdrucksformen kulturellen Protests in Afrika südlich der Sahara, Zurich, DGS, 1989.

### Rédactions et éditions
- Theoretische Probleme des Sozialismus in Afrika : Négritude u. Arusha. Déclaration. 2e conférence annuelle d. Association des Africanistes en Allemagne (VAD) 1970. Hambourg: Buske, 288 p. 1971
- En tant que co-éditeur: Zur Soziologie der Dekolonisation in Afrika. Francfort-sur-le-Main, Fischer Verlag, 298 p.
- En tant que co-éditeur: Afrika hilft sich selbst. Prozesse und Institutionen der Selbstorganisation. Münster/Hambourg: Lit-Verlag. 1994